# Elobey, Annobón i Corisco
Elobey, Annobón i Corisco va ser una administració colonial d'Espanya a l'Àfrica, constava de les petites illes anomenades Elobey Grande, Elobey Chico, Annobón i Corisco (amb Mbañe i els illots Cocoteros i Conga), situades al golf de Guinea. La seva superfície total era de 36 km², i la població estimada l'any 1910 era de 2.950 persones. La capital era Santa Isabel i hi havia subgovernadors a Annobon i Elobey Chico. Es van crear com subcolònia el 1903 per formar part dels Territoris Espanyols del Golf de Guinea (amb Fernando Poo, Annobón, les tres illes, i Río Muni), però el 1926 es va unificar l'administració de totes les illes i la de Río Muni dins la colònia dels Territoris Espanyols del Golf de Guinea) que van acabar formant la província del Golfo de Guinea el 1956. Actualment aquestes illes són part de l'estat de Guinea Equatorial.

## Segells de correus

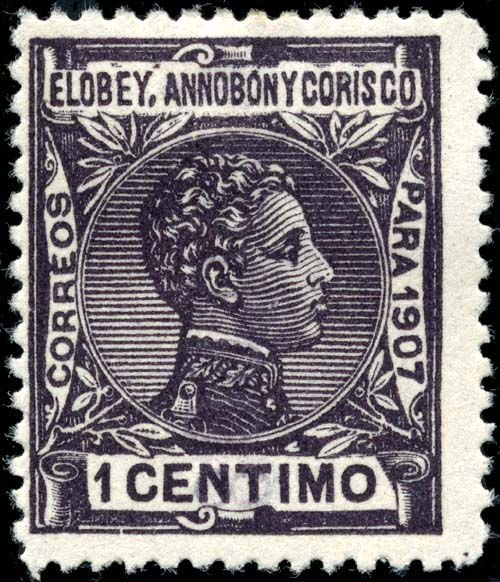
Segell de correus d'Elobey, Annobón i Corisco: 1 cèntim de pesseta, 1907.

Aquesta colònia va tenir els seus propis segells de correus, amb interès filatèlic, entre els anys 1903 i 1910. La primera emissió mostrava el perfil del rei Alfons XIII. Segons el catàleg d'Yvert se’n van fer 72 emissions en total.